# Nemoria strigaria
Nemoria strigaria är en fjärilsart som beskrevs av William Schaus 1912. Nemoria strigaria ingår i släktet Nemoria och familjen mätare. Inga underarter finns listade i Catalogue of Life.